# برتون میل (کالیفرنیا)
برتون میل (به انگلیسی: Burton Mill) یک منطقهٔ مسکونی در ایالات متحده آمریکا است که در شهرستان کرن، کالیفرنیا واقع شده‌است. برتون میل ۲٬۰۴۹ متر بالاتر از سطح دریا واقع شده‌است.